# Javier Mojica
Javier Alexis Mojica Izquierdo (Auburn, 31 agosto 1984) è un cestista statunitense con cittadinanza portoricana.

## Carriera
Con Porto Rico ha disputato i Campionati mondiali del 2019 e due dei Campionati americani (2011, 2022).